# Nicolae Panaite
Nicolae Panaite (n. 1 martie 1954, sat Cioca-Boca, Șcheia, județul Iași) este un poet, publicist și editor român, membru al Uniunii Scriitorilor din România.

## Date biografice
Nicolae Panaite s-a născut la 1 martie 1954 în satul Cioca-Boca, comuna Șcheia. Este absolvent al Școlii IMMR Nicolina – Iași, al liceului „Emil Racoviță” din Iași și al Facultății de Științe Juridice – Iași.
Debutează în 1972 cu poezii în revista Convorbiri literare. În 1976 obține Premiul Uniunii Scriitorilor din România la Concursul National de Poezie „Nicolae Labiș” – Suceava (juriu prezidat de către Marin Preda). Primul volum de versuri, Norul de marmură, îi apare în 1981, în urma câștigării concursului de debut organizat de către Editura Cartea Românească. Este membru fondator al Cenaclului literar Junimea (1975-1985) și al Studioului de Poezie ieșean (1983-1987). Colaborează la revistele Convorbiri literare, Cronica, România literară, Luceafărul, Steaua, Opinia studențească, Transilvania, Viața românească, precum și la presa cotidiană ieșeană. După 1989 a fost redactor la diferite publicații ieșene, între care Convorbiri literare. În 1990 devine membru al al Uniunii Scriitorilor din Romania și se numără printre fondatorii revistei Moldova și ai săptămânalului Timpul. În același an devine membru fondator al Casei Editoriale Moldova – Iași. A fost tradus în suedeză, rusă, spaniolă, arabă, latină. Împreună cu Ștefan Pruteanu, Cassian Maria Spiridon, Ionel Săcăleanu, Aurel Ștefanachi, frații Stoica, Titi Iacob ș.a., a fost organizator al mișcării anticomuniste din 14 decembrie 1989 de la Iași. În anul 2000 înființează Editura Alfa - Iași. În perioada 2003-2005 editează revista Calea, Adevărul și Viața. A fost redactor-șef al revistei Cronica veche. Actualmente este directorul Editurii Alfa - Iași și directorul revistei Expres cultural.

## Debut
Debut în revistă:
- 1972, cu poezii în revistele Convorbiri literare și Cronica.

Debut editorial:
- 1981, cu volumul de versuri Norul de marmură (17 poezii din volum, intitulate „Fragment”, au fost cenzurate).

## Volume publicate
Poezie
- Norul de marmură, Editura Cartea Românească, București, 1981
- Alergarea copacului roșu, Editura Junimea, Iași, 1985
- Semnele și înfățișarea, Editura Cartea Românească, București, 1989
- Semnele și înfățișarea, Editura Moldova, Iași, 1995 – reeditare cu adnotări și completări
- Aproape un cerc, Editura Alfa, Iași, 2002
- Vestirea, Editura Alfa, Iași, 2002 - antologie
- Glorie anonimă, Editura Timpul, Iași, 2007
- Purpură și iarnă, Editura Dacia XXI, Cluj, 2012
- Secetă, Editura Charmides, Bistrița, 2015
- Ziua verde, Editura Junimea, Iași, 2019
- Mîna scriitoare, Editura Junimea, Iași, 2024

Volume îngrijite și argumentate
- Poemele Iașilor, antologie, Editura Alfa, 2008
- IAȘI - Scânteia libertății: 14 Dec. 1989 - 14 Dec. 2009, Editura Alfa, 2009
- Nostalgia duratei. Florin Faifer în evocări, Editura Alfa, 2023

În germană
- Streiflicht – Eine Auswahl zeitgenössischer rumänischer Lyrik (81 rumänische Autoren), - "Lumina piezișă", antologie bilingvă cuprinzând 81 de autori români în traducerea lui Christian W. Schenk, Dionysos Verlag 1994, ISBN 3980387119

- Pieta - Eine Auswahl rumänischer Lyrik, trad. Christian W. Schenk, Dionysos, Boppard, 2018, ISBN 9781977075666

- ROSARIEN: Rumänische Gegenwartslyrik 2020, 444 Seiten, trad. Christian W. Schenk Dionysos Boppard 2020, ISBN 979-8649287029

## Premii și distincții
- Premiul Uniunii Scriitorilor din România la Concursul Național de Poezie „Nicolae Labiș” – Suceava, 1976 (juriu prezidat de Marin Preda).
- Premiul revistei Convorbiri literare (poezie), 2004.
- Medalia Ordinul Meritul Cultural în grad de Cavaler conferită de către Președinția României pentru întreaga activitate literară, 2004
- Premiul Uniunii Scriitorilor din România, filiala Iași pentru volumul Glorie anonimă, 2007.